# A.G.II.D.C. 〜あるぴじ学園2.0 サーカス史上最大の危機!?〜
『A.G.II.D.C. 〜あるぴじ学園2.0 サーカス史上最大の危機!?〜』（A.G.II.D.C. 〜あるぴじがくえん2.0 サーカスしじょうさいだいのきき!?〜）は、2011年5月27日にCIRCUSの派生ブランドSTELLAから発売されたアダルトゲームで、CIRCUS作品『あるぴじ学園』の続編である。「D.C.」、「サーカス」というタイトル通り、多数のCIRCUSキャラがゲスト出演している。現時点でSTELLAが開発した唯一のソフトである。

## あらすじ
前作で廃校の危機にあった勇者学園は、その年どうにか100人ほどの新入生を確保。かろうじて存続の目途が立っていた。だがその新入生を迎える入学式の日、突然校舎内にモンスターが出現した。
新入生であり勇者の子孫の一人である柊正宗は、手からビームを出す謎の少女・ヒルデと、たまたま居合わせた3人の少女とで急造パーティを組み、どうにかそれを撃退した。
その後、生徒会長に任命されたヒルデは正宗たちを招集し、新生徒会ならぬ「悪鬼撲滅委員会（ブレイブレンジャー）」の結成を宣言。ステラ学園長に事件の謎を解くように丸投げされてしまう。
こうして、4人の勇者の子孫が、魔王の子孫であるヒルデに振り回されるという凸凹パーティが誕生したのであった・・・

## 登場人物

### 悪鬼撲滅委員会（ブレイブレンジャー）
柊正宗（ひいらぎ まさむね）
本作の主人公。伝説の勇者とともに戦っていた剣士の子孫。実は前作の登場人物・柊茉莉の弟「まーくん」その人であり、姉の過剰なスキンシップに耐えかねて家出していた。姉に嫌われたい一心で不良にキャラチェンジし、剣の道も捨てて素手で戦うようになるが、その後柊家によって探し出され、姉のいる勇者学園に無理矢理放り込まれた。不良染みた見た目はあくまでキャラであり、実際は真面目で潔癖。装備品はナックル。
ヒルデ
声 - 佐々留美子
前作の最後にも登場したヒロイン。一人称は「ヒルデ」。魔王の子孫だが伝説の勇者フリークの正義マニアで、その趣味が高じて勇者学園に入ってしまう。入学式の事件をきっかけに「悪鬼撲滅委員会（ブレイブレンジャー）」を結成し、学園の魔物に立ち向かうことになる。美奈との喧嘩を（当て身投げで）仲裁されたことにより、正宗のことを「師匠」と慕う。戦闘能力が高く、興奮すると手からビームを放出する。可憐な容姿だが性格は無邪気・天然ボケそのもので、おしゃれに無頓着でエッチな行為が苦手、子供向けのヒーロー番組である「勇者戦隊ブレイブレンジャー」を好んで見たりと、そのメンタルは「小学生男子」と称されている。装備品は剣。
美奈・プラム・ヘルシング（みな-)
声 - 立花あや
ヒロイン。退魔師（ヴァンパイアハンター）の家計の少女で銃使いだが、銀の弾丸の使い過ぎで貧しい暮らしを強いられ、学食でアルバイトをしながら細々と暮らしている。初対面で、ヒルデに邪悪な気配を感じて討とうとしたが、ともに魔物を撃退してからは友人となる。素直で感動屋。装備品は銃。
奥義は金を弾丸として発射するもので金さえあれば因縁があるヴァンパイアですら倒せるほどに強い。逆に金が無いとまったく使い道が無い奥義
日下部小夜（くさかべ さや）
声 - 綾瀬あかり
ヒロイン。一人称は「小夜ちゃん」。前作に登場した日下部日向の妹で、姉と同じく萌えモンテイマーの素質を持つ。姉とは正反対にお調子者で抜け目ない性格で、パーティーの面々や萌えモンにしばしば性的な「おさわり」を行う。装備品は捕獲した萌えモン。
椛（もみじ）
声 - きのみ聖
小夜のパートナー萌えモン。
星河いりあ（ほしかわ-）
声 - ひなき藍
ヒロイン。モンスターから逃げ遅れたことで偶然パーティに加わった。「野球部のマネージャー」を自称するが、生徒不足に悩む勇者学園では野球部の作りようがなく、しばしば妙な行動に走る。装備品はマネージャーの備品で、最強装備は「重いコンダラ」である。

### CIRCUS作品からのゲスト
朝倉 音姫（あさくら おとめ）
声 - ひなき藍
『D.C.II』のヒロイン。勇者学園とは違う世界の住人で、レアモンたちの影響により記憶を失った上で迷い込んだ。

## システム
本作はダンジョンを攻略することでストーリーを進める。ダンジョンは3ラインに分かれており、上のラインは戦闘や罠のマスが少なく楽に進めるが宝箱もなく、下のラインは戦闘マスが多いが宝箱も多いという構造になっている。このダンジョンをすごろく形式で進行する。
所持金
本作においていわゆる「MP」や「スキルポイント」などを兼ねたステータス。ダンジョンの宝箱を開けたり、アイテムを売ることで手に入る。スキルの使用コストとしたり、キャラクターに振り分けて性能を上昇させたり、隠し要素を解放する「合鍵」を買ったりできる。なお戦闘中、所持金は宝箱として表示されており、敵モンスターが「盗んで逃げた」という名目で直接攻撃を仕掛けてくることもある。
戦闘
本作では戦闘もサイコロで行う。パーティーメンバーは前述の5人で固定されており、そのうち1人をリーダーとする。リーダーは5人全員の能力値を合わせた性能を持ち、一人で戦闘を行う。リーダーが倒れれば、そのダンジョンは攻略失敗となる。
戦闘は「体力」「ダイス数」「追加ダメージ」「所持金」によって決定。防御側のダイスを攻撃側のダイスで打ち消し合い、残ったダイスが敵に当たることでダメージを与える。
萌えモン
まれに出現する特殊なモンスター。スキルによって「ブレイク（装備破壊）」と「捕獲」が可能。
記憶の欠片
朝倉音姫の記憶の一部を集めるサブイベント。
装備
宝箱から入手。ステータスは完全にランダムで、名称や装備可能レベルが最強武器のそれだからといって、ステータスが伴っているとは限らない。